# Valery Korepanov
Valery Korepanov, en ukrainien : Валерій Євгенійович Корепанов, né le 1er juillet 1943) à Sotchi, est un chercheur ukrainien spécialiste des mesures des champs électriques et magnétiques.
Directeur de l'Institut de recherche spatiale de Lviv depuis 1996, Korepanov reçoit la médaille Huygens en 2009.

## Appartenance à des associations professionnelles
- Académie internationale d'astronautique
- Committee on Space Research (COSPAR)
- International Association of Geomagnetism and Aeronomy (IAGA) WG 5-OBS on Geomagnetic Observatories member
- National Space Review and National Antarctic Bulletin editorial boards member
- Union européenne des géosciences (EGU)

## Publications
- Sopruniuk/Klimov/Korepanov, Electric fields in space plasma, Kiev, NAUKOVA DUMKA, 1994.
- Korepanov/Berkman, New approach to the exact design of low noise search-coil magnetometers, XIV IMEKO World Congress, V. IVA, 1997, Topic 4, p. 97-102.
- Korepanov/Berkman, Digital flux-gate magnetometer structural analysis', Meas. Sci. Technol., 10 (1999), p. 734-737.
- Dudkin/Korepanov/Lizunov, Experiment VARIANT - first results from Wave Probe instrument. Advances in Space Research. Volume 43, Issue 12, 1904-1909 (2009).